# گرگ آراکی
گرگ آراکی (انگلیسی: Gregg Araki؛ زادهٔ ۱۷ دسامبر ۱۹۵۹) فیلمساز مستقل اهل ایالات متحده آمریکا است. وی از سال ۱۹۸۷ میلادی تاکنون مشغول فعالیت بوده‌است.

## آغاز زندگی و تحصیلات
گرگ آراکی در تاریخ ۱۷ دسامبر ۱۹۵۹ در لس آنجلس از پدر و مادری ژاپنی آمریکایی زاده شد. او در نزدیکی سانتا باربارا، کالیفرنیا بزرگ شد و در دانشگاه کالیفرنیا، سانتا باربارا ثبت نام کرد. پر سال ۱۹۸۲ او با مدرک کارشناسی از آن دانشگاه فارغ‌التحصیل شد. در سال ۱۹۸۵، او مدرک کارشناسی ارشد خود را در دانشکدهٔ هنرهای سینمایی دانشگاه کالیفرنیای جنوبی دریافت کرد.

## زندگی شخصی
آراکی قبلاً خودش را این گونه معرفی کرده بود: «همجنس‌گرای آسیایی آمریکایی.» ولی بر خلاف این گفته او از سال۱۹۹۷ تا ۱۹۹۹ با بازیگر کاتلین رابرتسون در رابطه بود. او در۲۰۱۴ اعلام داشت که خود را در هیچ دسته‌بندی‌ای قرار نمی‌دهد و اضافه کرد احتمالاً او تا الآن مرد همجنس‌گرا است اما با زنان نیز رابطه داشته‌است.

## فیلم‌شناسی

### فیلم
| سال  | عنوان                       | توضیحات                               |
| ---- | --------------------------- | ------------------------------------- |
| ۱۹۸۷ | سه سرگشته در شب             |                                       |
| ۱۹۸۹ | آخرهفته طولانی (ای ناامیدی) |                                       |
| ۱۹۹۲ | پایان زنده                  |                                       |
| ۱۹۹۳ | کاملاً به فنارفته            | قسمت نخست از سه‌گانهٔ آخرالزمان نوجوانی |
| ۱۹۹۵ | نسل نابودی                  | قسمت دوم از سه‌گانهٔ آخرالزمان نوجوانی  |
| ۱۹۹۷ | هیچ‌کجا                      | قسمت سوم از سه‌گانهٔ آخرالزمان نوجوانی  |
| ۱۹۹۹ | شکوه                        |                                       |
| ۲۰۰۴ | پوست رازآمیز                |                                       |
| ۲۰۰۷ | صورت خندان                  |                                       |
| ۲۰۱۰ | کابوم                       |                                       |
| ۲۰۱۴ | پرنده سفید در یک کولاک      |                                       |

### تلویزیون
| سال       | عنوان                    | نقش                                       |
| --------- | ------------------------ | ----------------------------------------- |
| ۲۰۰۰      | دنیا این گونه تمام می‌شود | قسمت پخش‌نشده                              |
| ۲۰۱۶      | جرم آمریکایی             | قسمت: "فصل دو: قسمت سه"                   |
| ۲۰۱۶      | گرین لیف                 | قسمت: "مردان درخت‌های رونده را دوست دارند" |
| ۲۰۱۶      | رداوکز                   | ۲ قسمت                                    |
| ۲۰۱۷–۲۰۱۸ | ۱۳ دلیل برای اینکه       | ۴ قسمت                                    |
| ۲۰۱۸      | ریوردیل                  | قسمت: "بخش ۲۴: کشتی‌گیر"                   |
| ۲۰۱۸      | هدرز                     | ۲ قسمت                                    |
| ۲۰۱۹      | اینک آخرالزمان           | خالق، کارگردان، نویسنده، تهیه‌کننده اجرایی |